# Ц
Das Ц (Kleinbuchstabe ц) ist ein Buchstabe des kyrillischen Alphabets. Er stammt wahrscheinlich vom hebräischen Buchstaben Tzade (צדי) ab. Die Aussprache ist /t͡s/ (stimmlose alveolare Affrikate) wie das deutsche „z“ im Wort „Zacharias“. 

## Zeichenkodierung
| Standard  | Standard    | Majuskel Ц                  | Minuskel ц                |
| --------- | ----------- | --------------------------- | ------------------------- |
| Unicode   | Codepoint   | U+0426                      | U+0446                    |
| Unicode   | Name        | CYRILLIC CAPITAL LETTER TSE | CYRILLIC SMALL LETTER TSE |
| UTF-8     | UTF-8       | D0 A6                       | D1 86                     |
| XML/XHTML | dezimal     | &#1062;                     | &#1094;                   |
| XML/XHTML | hexadezimal | &#x0426;                    | &#x0446;                  |